# Alta commissione alleata
L'Alta commissione alleata (nota anche come Alta commissione per la Germania occupata) fu creata il 21 settembre 1949 per regolare e supervisionare lo sviluppo della vecchia trizona divenuta la Repubblica Federale Tedesca (all'epoca nota anche come "Germania Ovest").

## Descrizione
È stata creata dopo la rottura tra Stati Uniti, Regno Unito, Francia e URSS nel 1948 nella Commissione alleata di controllo che era allora con sede a Berlino. La commissione si stabilì quindi al Petersberg Hotel vicino a Bonn e cessò le sue funzioni ai sensi delle convenzioni Bonn-Parigi il 5 maggio 1955.
Lo statuto di occupazione definì le prerogative degli alleati occidentali nei confronti del governo tedesco e conservò il diritto di intervenire nei settori militari, economici o di politica estera. Tali diritti sono stati rivisti dall'accordo di Petersberg, firmato diverse settimane dopo.
Con l'istituzione della Repubblica Federale Tedesca (RFT) e l'istituzione dell'Alta commissione, gli incarichi di governatori militari furono aboliti. Al loro posto, i tre alleati occidentali nominarono ciascuno un alto commissario per servire nell'alto commissariato.
Nel maggio 1955 termina la ratifica degli Accordi di Parigi, che ripristina la RFT nella sua sovranità totale.

## Alti commissari
| Paese       | Nome                    | Mandato                             |
| ----------- | ----------------------- | ----------------------------------- |
| Francia     | André François-Poncet   | 21 settembre 1949 – 5 maggio 1955   |
| Regno Unito | Sir Brian Robertson     | 21 settembre 1949 – 24 giugno 1950  |
| Regno Unito | Sir Ivone Kirkpatrick   | 24 giugno 1950 – 29 settembre 1953  |
| Regno Unito | Sir Frederick Millar    | 29 settembre 1953 – 5 maggio 1955   |
| Stati Uniti | John J. McCloy          | 2 settembre 1949 – 1º agosto 1952   |
| Stati Uniti | Walter J. Donnelly      | 1º agosto 1952 – 11 dicembre 1952   |
| Stati Uniti | Samuel Reber ad interim | 11 dicembre 1952 – 10 febbraio 1953 |
| Stati Uniti | James Bryant Conant     | 10 febbraio 1953 – 5 maggio 1955    |